# D.R.U.G.S. (álbum)
D.R.U.G.S. (inicialmente llamado Abigail Will We Born With Four Friendly Eyes) es el primer trabajo de la banda de post hardcore Destroy Rebuild Until God Shows, lanzado el 22 de febrero de 2011.

## Producción y grabación
El 25 de agosto de 2010, la banda se situó en Los Ángeles, para grabar lo que sería su primer trabajo, junto al productor John Feldmann. Acordado por un post de Owens en Twitter, el 17 de octubre, el álbum estaba completamente grabado y su lanzamiento sería pronto. Un post similar fue publicado por Good un día después.
El 11 de noviembre, la banda lanzó su primer sencillo, "If You Think This Song Is About You, It Probably Is." El 6 de noviembre, la banda lanzó un segundo sencillo, "Mr. Owl Ate My Metal Worm", la que es un palíndromo con el tema "Laminated E.T. Animal", canción lanzada junto al álbum El 17 de enero, Owens anunció el lanzamiento del sencillo "Sex Life" También ese día, el álbum estuvo disponible en iTunes. El 1 de febrero, "My Swagger Has a First Name" fue lanzado como cuarto sencillo por Internet
El 9 de febrero, Alternative Press lanzó el video exclusivo de "The Only Thing You Talk About", la que fue compuesta originalmente para Chiodos.
El 10 de febrero, la banda lanzó un video exclusivo de "Graveyard Dancing" en MTV. Junto a canciones del álbum, como "Laminated E.T. Animal", "Stop Reading, Start Doing Pushups" y "I'm The Rehab, You're The Drugs" en AbsolutePunk, Noisecreep, y  Friends or Enemies.
El álbum se lanzó el 22 de febrero oficialmente, por Decaydance y Sire Records. El álbum vendió más de 14 mil copias en su primera semana y debutó en el puesto #29 en el Billboard 200, y el primer puesto en el US Hard Rock y el US Digital.

## Listado de canciones
Todas las canciones escritas y compuestas por Destroy Rebuild Until God Shows. 
| Standard Edition |                                                       |          |  |
| N.º              | Título                                                | Duración |  |
| 1.               | «If You Think This Song Is About You, It Probably Is» | 2:31     |  |
| 2.               | «The Only Thing You Talk About»                       | 3:20     |  |
| 3.               | «Graveyard Dancing»                                   | 2:59     |  |
| 4.               | «Mr. Owl Ate My Metal Worm»                           | 3:26     |  |
| 5.               | «Sex Life»                                            | 3:30     |  |
| 6.               | «Laminated E.T. Animal»                               | 3:32     |  |
| 7.               | «Stop Reading, Start Doing Pushups»                   | 2:32     |  |
| 8.               | «I'm the Rehab, You're the Drugs»                     | 4:04     |  |
| 9.               | «I'm Here to Take the Sky»                            | 3:53     |  |
| 10.              | «The Hangman»                                         | 3:50     |  |
| 11.              | «My Swagger Has a First Name»                         | 3:43     |  |

| iTunes Bonus Track |                          |          |  |
| N.º                | Título                   | Duración |  |
| 12.                | «A Little Kiss and Tell» | 3:22     |  |

| Deluxe Edition |                                                               |          |  |
| N.º            | Título                                                        | Duración |  |
| 13.            | «If You Think This Song Is About You, It Probably Is» (Video) | 8:30     |  |
| 14.            | «Documentary» (Video)                                         | 19:01    |  |

| B-Sides |                          |          |  |
| N.º     | Título                   | Duración |  |
| 1.      | «Ghost Town»             |          |  |
| 2.      | «The Holly Situation»    | 4:03     |  |
| 3.      | «Scream If You´re Crazy» | 3:33     |  |

## Videos musicales
| Año  | Título                                                |
| ---- | ----------------------------------------------------- |
| 2010 | "If You Think This Song Is About You, It Probably Is" |
| 2011 | "My Swagger Has a First Name"                         |
| 2011 | "Sex Life"                                            |

## Personal
Destroy Rebuild Until God Shows
- Matt Good - voces, guitarra principal, teclados, sintetizadores, programación.
- Nick Martin – voces, guitarra rítmica.
- Craig Owens – voces
- Adam Russell – bajo
- Aaron Stern – batería, percusión.

Músicos adicionales
- Brandon Paddock - programación
- John Feldmann - programación, bajo, compositor, strings, voces.

Producción
- John Feldmann - A&R, ingeniero de sonido, mezcla, producción.
- Brandon Paddock – ingeriero de sonido.
- Spencer Hoad – ingeriero de sonido.